# Doha
Doha (in arabo الدوحة‎?, ad-Dawḥa oppure ad-Dōḥa, letteralmente "il grande albero") è la capitale e la città più popolata dello Stato del Qatar. Si trova sul Golfo Persico e aveva nel 2020 una popolazione di 1 186 023 abitanti. È la più grande città del Qatar e, con la sua area urbana e suburbana, ospita circa il 60% della popolazione dello Stato.
A Doha vi è la sede del governo del Qatar, il cui capo è l'emiro Tamim bin Hamad Al Thani. Nei pressi della città sorge Education City, una zona in cui si sono insediati diversi campus universitari e istituti dedicati alla ricerca e all'innovazione. La città presenta un carattere cosmopolita. A Doha è stanziato il principale quartier generale del Comando centrale militare statunitense, il più grande dell'intero Medio Oriente.

## Storia
Doha venne fondata nel 1825 con il nome di Al Bida. Nello stesso anno, durante la guerra tra il Qatar e il Bahrein, venne seriamente danneggiata dalle forze di Abu Dhabi, alleati dei bahreniti. Nel 1882 venne costruita nei pressi della città la fortezza di Al Wajbah. Nel 1916 divenne capitale del protettorato del Qatar e nel 1971, con l'indipendenza del paese dal Regno Unito, divenne la capitale dello Stato.
Prima del XX secolo l'economia della città era prevalentemente basata sulla pesca ittica e su quella delle perle. Con l'introduzione delle perle d'allevamento di origine giapponese, l'economia locale subì un duro colpo, attutito dalla successiva scoperta dei giacimenti petroliferi, ma soprattutto dalla grande quantità di gas naturale nel nord del paese.

## Geografia antropica

### Suddivisioni amministrative
- Al Bidda (البدع)
- Bin Mahmoud (فريج بن محمود)
- Al Dafna (الدفنة)
- Al Hilal (الهلال)
- Madinat Khalifa (مدينة خليفة)
- Al Mamoura (المعمورة)
- Al Markhiya (المرخية)
- Al Nasr (النصر)
- Aeroporto vecchio (المطار القديم أو المطار العتيق)
- Onaiza (عنيزة)
- Qutaifiya (القطيفية)
- Ras Abu Aboud (راس أبو عبود)
- Al Sadd (السد)
- Rumeilah (الرميلة)
- Al Waab (الوعب)
- Wadi Al Sail (وادي السيل)
- Baia Ovest (الخليج الغربي)

## Cultura

### Musei
- Museo nazionale del Qatar
- Mathaf (Museo Arabo di Arte Moderna): questo museo raccoglie una collezione unica a livello mondiale di arte moderna e contemporanea del mondo arabo e delle sue connessioni culturali e storiche. Oltre alla collezione permanente ospita mostre temporanee e organizza attività coerenti con gli scopi culturali del museo.
- Museo d'arte islamica: dedicato alle connessioni storico-culturali del mondo islamico.

### Eventi
Dal 2009, Doha è sede dell'annuale congresso World Innovation Summit for Education.

### Media

#### Tv
A Doha ha sede il noto canale televisivo via satellite Al Jazeera. Venne fondato nel 1996 dallo sceicco Hamad bin Khalifa Al Thani con un finanziamento di 150 milioni di dollari.

## Monumenti e luoghi d'interesse
Tra i più alti grattacieli figurano:
- Aspire Tower: alto 300 m
- Doha Media Center: alto 286 m
- Al Fardan Residences: alto 254 m
- Palm Tower: due torri da 245 m.

Oltre a questi ci sono molti grattacieli in costruzione, tra cui:
- Doha Convention Center Tower: alto 552 m
- Dubai Towers Doha: alto 427 m.

Inoltre sono in progetto o in via di approvazione diversi grattacieli:
- Qatar National Bank Tower: alto 535 m
- Al Quds Endowment Tower: alto 510 m
- Al Faisal Tower: alto 227 m.

La città ospita inoltre la Moschea Imam Muhammad ibn Abd al-Wahhab, inaugurata nel 2011. A Doha è inoltre ospitato il grande centro di produzione della TV all news Al Jazeera.

## Economia
A Doha hanno sede le principali industrie petrolifere nazionali come la Qatar Petroleum, la RasGas e la Qatargas. L'economia di Doha è basata prevalentemente sul petrolio e per questo motivo il governo nazionale sta facendo grandi sforzi per diversificare i vari settori economici.
Inoltre il Qatar possiede uno tra i più grandi giacimenti di gas naturale al mondo.
Al contrario della vicina metropoli di Dubai, Doha non sta puntando sul turismo. La città ospita la sede della compagnia aerea nazionale: la Qatar Airways. Da qualche anno Doha, come del resto in tutte le città del Golfo Persico, sta avendo un boom immobiliare. Infatti lo Skyline della città sta completamente cambiando: nuovi uffici, hotel e grattacieli.

## Educazione
La città ospita l'Università del Qatar e un campus della business school HEC Paris.

## Infrastrutture e trasporti

### Aeroporti
Vicino a Doha è presente l'Aeroporto Internazionale di Doha, una volta principale scalo della capitale e sede della Qatar Airways, compagnia di bandiera dell'emirato. A causa delle sue misure relativamente ridotte e considerato l'aumento vertiginoso di affluenza di viaggiatori che negli ultimi anni ha interessato lo scalo, fu deliberata e attuata la costruzione di un nuovo grande aeroporto, oggi già attivo, a pochi chilometri di distanza dalla città, l'Aeroporto Internazionale di Doha-Hamad.

### Metropolitana
La città è dotata di una rete metropolitana composta da tre linee e 37 stazioni.

## Sport
L'Aspire Zone è un complesso sportivo, sede di eventi internazionali, che sorge nel distretto di Al Waab a Doha.

### Ciclismo
Dal 9 al 16 di ottobre del 2016, a Doha, si sono disputati i campionati mondiali di ciclismo su strada.

### Ginnastica Artistica
Nell’ottobre del 2018 la città di Doha ha ospitato i campionati mondiali di ginnastica artistica.

### Calcio
La squadra di calcio dell'Al-Sadd è la più famosa del Qatar e ha annoverato nelle sue file giocatori di caratura mondiale, anche se quasi sempre a fine carriera, riuscendo ad attrarre il loro interesse anche grazie a ricchi stipendi che un giocatore di una certa età difficilmente ottiene giocando in club militanti in campionati più famosi e competitivi. Tra i giocatori più celebri che hanno indossato la maglia dell'Al-Sadd vanno segnalati Romário e Xavi. Il 22 dicembre 2014 è stata teatro della Supercoppa italiana tra Juventus e Napoli, vinta dal Napoli ai calci di rigore, mentre il 23 dicembre 2016, allo stadio Jassim Bin Hamad, venne giocata la finale tra Milan e Juventus, vinta ai rigori dalla squadra milanese. Nel 2022 Doha ha ospitato alcune partite, tra cui la finale, del Campionato mondiale di calcio 2022.

### Motociclismo e automobilismo
Vicino a Doha è situato il circuito di Lusail, dal 2004 sede di una prova del Motomondiale, di una del Campionato Mondiale Superbike e tappa di una delle prove del Campionato GP2 Asia Series di automobilismo. Inoltre, dall'inverno del 2015, la Qatar Motor and Motorcycle Federation, (QMMF), Ente gestore del circuito, ha riservato l'apertura dell'impianto, integralmente illuminato, il mercoledì e la domenica sera, a uso esclusivo di chi voglia allenarsi in bicicletta.

### Pallavolo
A Doha si è svolta la parte finale delle ultime quattro edizioni del Campionato mondiale per club FIVB (maschile), dal 2009 al 2012, edizioni vinte dalla società pallavolistica Trentino Volley.

### Scacchi
Nel 2014 e 2015 fu la sede del Qatar Masters Open, importante torneo Open di scacchi che vide la partecipazione di giocatori di élite, come, citando unicamente i Campioni del Mondo, Magnus Carlsen, Vladimir Kramnik e la cinese Hou Yifan.

### Atletica leggera
Dal 28 settembre al 6 ottobre 2019 Doha ha ospitato la 17ª edizione dei Campionati mondiali di atletica leggera.

### Skateboarding
Dal 14 al 15 ottobre 2019 si sono svolti i Beach Games con gare femminili e maschili di skateboarding.